# 684
| [ Edytuj tabelę ]          |                                                 |
| Cesarz Bizancjum           | - 668 Konstantyn IV 685                         |
| Chan Bułgarii              | - 681 Asparuch 701                              |
| Cesarz Chin                | - 684 Tang Zhongzong 684 - 684 Tang Ruizong 690 |
| Król Essexu                | - 664 Sebbi 694                                 |
| Król Franków               | - 679 Teuderyk III 691                          |
| Cesarz Japonii             | - 673 Tenmu 686                                 |
| Kalif                      | - 683 Mu’awija II 684 - 684 Marwan I 685        |
| Król Kentu                 | - 673 Hlothere 685                              |
| Patriarcha Konstantynopola | - 679 Jerzy I 686                               |
| Król Longobardów           | - 671 Perktarit 688                             |
| Król Mercji                | - 675 Ethelred I 704                            |
| Król Nortumbrii            | - 670 Egfryt 685                                |
| Papież                     | - 684 Benedykt II 685                           |
| Król Wizygotów             | - 680 Erwig 687                                 |

Rok 684 / DCLXXXIV
stulecia: VI wiek ~
VII wiek ~
VIII wiek

lata: 674 «
679 «
680 «
681 «
682 «
683 «
684
» 685
» 686
» 687
» 688
» 689
» 694

## Wydarzenia
- 26 czerwca – konsekracja świętego Benedykta II na biskupa Rzymu.
- Listopad – XIV synod w Toledo.

## Zdarzenia astronomiczne
- widoczna kometa Halleya.